# Radinista corrugata
Radinista corrugata är en snäckart som först beskrevs av Hedley 1904.  Radinista corrugata ingår i släktet Radinista och familjen Vanikoridae. Inga underarter finns listade i Catalogue of Life.